# György István (politikus)
György István (Budapest, 1959. október 31. –) politikus, tanár, jogász. 1990 és 2002 között Budapest X. kerületének polgármestere, 2006-tól a Fővárosi Közgyűlés tagja, 2010-2014 között országgyűlési képviselő (Fidesz – Magyar Polgári Szövetség) és 2014. júniusig Budapest főpolgármester-helyettese. 2014. július 1-től a Fővárosi Kormányhivatalt vezető Kormánymegbízott. 2018 júliusában Orbán Viktor miniszterelnök ismét kinevezte Budapest Főváros Kormányhivatalát vezető kormánymegbízottnak. 2020. január 3-tól Orbán Viktor miniszterelnök javaslatára Áder János köztársasági elnök a miniszterelnökség területi közigazgatásért felelős államtitkárává nevezte  ki.

## Életpályája
Kőbányán született, azóta ott él. A budapesti Szent László Gimnáziumban érettségizett 1978-ban. 1980-ban kezdte meg főiskolai tanulmányait az egri Tanárképző Főiskolán. Itt szerzett biológia–testnevelés szakos tanári diplomát 1984-ben. Diplomájának megszerzése után a kőbányai Pataky István Általános Iskolában tanított, ahol négy évvel később az iskola igazgatóhelyettese lett.
Az 1990-es önkormányzati képviselők és polgármesterek választásán független jelöltként indult, majd az akkori jogi szabályoknak megfelelően a kőbányai képviselő-testület polgármesterré választotta. Az 1994-es önkormányzati választáson a Szabad Demokraták Szövetsége, a Magyar Demokrata Fórum, a Kereszténydemokrata Néppárt és a Fidesz közös jelöltjeként indult, immár közvetlenül választották a kerület polgármesterévé. Négy évvel később a Fidesz, az MDF, a Független Kisgazdapárt és a Magyar Demokrata Néppárt közös jelöltje volt, ismét nyerni tudott. Közben 1995 és 1997 között a Külső Kerületek Szövetsége elnöke volt. 2000-ben felvették a Pécsi Tudományegyetem Jogtudományi Karára, ahol 2005-ben szerzett jogi diplomát. 1999-ben belépett a Magyar Kereszténydemokrata Szövetségbe. A 2002-es és a 2006-os önkormányzati választáson ismét indult a Fidesz jelöltjeként a polgármesteri tisztségért, de mindkét alkalommal alulmaradt a Magyar Szocialista Párt jelöltjével szemben, de 2006-ig tagja volt az önkormányzatnak. Közben 2003-ban belépett a Fideszbe is. A 2006-os országgyűlési választáson a Fidesz és a KDNP jelöltje volt Kőbányán, mandátumot nem szerzett. Az őszi önkormányzati választáson bejutott a Fővárosi Közgyűlésbe. Itt a Fidesz-frakció helyettes vezetőjévé választották. A közgyűlésben a pénzügyi ellenőrző bizottság elnöke, valamint 2009-ben a BKV-s szabálytalanságok feltárására alakult vizsgálóbizottság elnöke lett.
A 2010-es országgyűlési választásokon Budapest 14. számú egyéni választókerületében (Kőbánya) szerzett parlamenti mandátumot.
A 2010-es önkormányzati választást követően az új Fővárosi Közgyűlés alakuló ülésén egyhangú szavazással Budapest főpolgármester-helyettesévé választotta.
A 2014-es országgyűlési választáson Budapest 9. számú egyéni választókerületében (Kőbánya-Kispest) indult Fidesz-KDNP jelöltként, azonban alulmaradt Burány Sándorral (MSZP) szemben. 
2014 július 1-i hatállyal Orbán Viktor miniszterelnök Lázár János javaslatára a Fővárosi Kormányhivatalt vezető kormánymegbízottá nevezte ki, így főpolgármester-helyettesi posztjáról lemondott.
2018 júliusában Orbán Viktor miniszterelnök ismét kinevezte Budapest Főváros Kormányhivatalát vezető kormánymegbízottnak.
2020. január 3-tól Orbán Viktor miniszterelnök javaslatára Áder János köztársasági elnök a miniszterelnökség területi közigazgatásért felelős államtitkárává nevezte  ki.
2024. január 1-től A területi közigazgatás irányítója a Közigazgatási és Területfejlesztési Minisztérium minisztere dr. Navracsics Tibor miniszter lett, ettől kezdve dr. György István a Közigazgatási és Területfejlesztési Minisztérium államtitkára. 
Elismerő címek - kitüntetések
2016 őszén a főváros érdekében több mint másfél évtizeden át végzett felelősségteljes és kiemelkedő munkája elismeréseként Pro Urbe Budapest díjjal tüntették ki.
2017-ben Kőbánya Díszpolgára elismerésben részesült
2019. március 15-e alkalmából dr. Gulyás Gergely Miniszterelnökséget vezető miniszter  “a köz szolgálatában végzett több évtizedes kimagasló színvonalú tevékenysége elismeréseként” Batthyány Lajos-díjat adományozott részére.
2019-ben a BKIK Budapest Kerületeiért Emlékérmet adományozott részére
2020. március 15-e alkalmából a dr. Benkő Tibor honvédelmi miniszter Honvédelemért kitüntető cím 1. fokozata elismerésben részesítette

### Karitatív tevékenysége
2011 decemberében hívta életre a Póka Egon Benedek gitáros, zeneszerző részvételével megrendezett "Adjunk a húroknak... és a rászorulóknak is" elnevezésű jótékonysági koncertet, melynek bevételével Minden évben egy kőbányai illetve kispesti illetőségű hátrányos helyzetű célcsoportot támogat.

## Családja
1982-ben nősült, 2010-ben vált el Egressy Ildikó tanárnőtől. Három gyermekük Bence, Sára és Réka. Hét unokájuk van. 2017. július 14-én újra megnősült, feleségül vette dr. Rúzsa Ágnes jogászt.